# Petrocaribe

Logo von Petrocaribe

Petrocaribe ist ein Abkommen von Juni 2005 für Erdöllieferungen zum Vorzugspreis von Venezuela an einige Karibikstaaten.

## Das System und die Entwicklung von Petrocaribe
Das Abkommen erlaubt Käufe zum Marktpreis, aber nur 40 % müssen bei einem Ölpreis von über 100 US-Dollar innerhalb einer Frist von 90 Tagen gezahlt werden. Der Rest kann über 25 Jahre zum Zinssatz von 1 % geschuldet werden. Bei einem Ölpreis unter 100 US-Dollar müssen 60 % innerhalb der 90 Tagefrist gezahlt werden und bei einem Ölpreis über 200 US-Dollar nur 30 %. Die Karibikstaaten können zu diesen Konditionen bis zu 185.000 Barrel am Tag erwerben. Auch Bezahlungen mit Waren oder Dienstleistungen (Tauschhandel) sind möglich. Kuba zum Beispiel entsandte als Gegenleistung tausende Ärzte und anderes medizinisches Personal, Lehrer, Sporttrainer und Regierungsberater. Zu den mittelfristigen Zielen gehört die gemeinsame Erschließung, Förderung und Verarbeitung von Erdöl und Erdgas durch die Mitgliedsstaaten. Es soll ein Netz erdölindustrieller Anlagen geschaffen werden, durch das die Versorgung der Staaten der Region nachhaltig gewährleistet werden soll.
Ende 2013 waren 11 Mrd. US-Dollar Ölschulden bei den Mitgliedsländern entstanden, im Jahr 2017 waren es bereits 20 Milliarden. Da in Venezuela ein Staatsbankrott drohte, wurden allerdings Schulden dannzumal bei sofortiger Zahlung halbiert. Von den 2008 täglich in Venezuela geförderten rund 3 Millionen Barrel Öl wurden rund 180.000 für den Petrocaribe-Verband aufgewandt, auf dem Höhepunkt im Jahr 2012 gar 200.000 Fass.
Im Jahr 2015 trafen sich Minister und Staats- bzw. Regierungschefs der Petrocaribe-Staaten gemeinsam mit Abgesandten der CARICOM sowie der Welternährungsorganisation (FAO) zum Gipfeltreffen. Die Vertreter der Petrocaribe-Staaten erstellten einen Aktionsplan für die nächsten zehn Jahre.

## Mitgliedstaaten

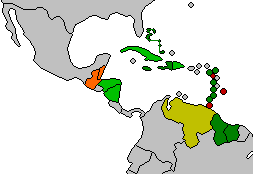
Venezuela
Mitgliedsländer von Petrocaribe und CARICOM
Mitglieder von Petrocaribe, nicht Teil von CARICOM
Mitglieder von CARICOM, nicht Teil von Petrocaribe

Die 18 Mitglieder von Petrocaribe sind:
- Antigua und Barbuda
- Bahamas
- Belize
- Dominica
- Dominikanische Republik
- Grenada
- Guatemala
- Guyana
- Honduras  (ausgesetzt[4])
- Haiti
- Jamaika
- Kuba
- Nicaragua
- St. Kitts und Nevis
- St. Lucia
- St. Vincent und die Grenadinen
- Suriname
- Venezuela

## Gründung
11 der 15 Mitglieder von CARICOM, Kuba und die Dominikanische Republik unterzeichneten den Vertrag am 7. September 2005. Die Unterzeichnerstaaten waren Antigua und Barbuda, die Bahamas, Belize, Dominica, die Dominikanische Republik, Grenada, Guyana, Jamaika, Kuba, St. Kitts und Nevis, St. Lucia, St. Vincent und die Grenadinen und Suriname. Haiti war nicht zu den Verhandlungen eingeladen, da Venezuela die von den USA eingesetzte Regierung nicht anerkannte.
Während es verständlich ist, dass Trinidad und Tobago als Ölförderer das Abkommen nicht unterzeichnete, führte die Nichtunterzeichnung durch Barbados zu Verwunderung. Die Regierung von Barbados befürchtete durch Petrocaribe steigende Schulden.

## Erweiterung
Auf dem dritten Gipfeltreffen des Bündnisses am 11. August 2007 traten Nicaragua und Haiti dem Wirtschaftspakt bei.
Beim vierten Gipfeltreffen am 20. und 21. Dezember 2007 in Cienfuegos, Kuba, wurde Honduras als neues Mitglied aufgenommen.
Am 13. Juli 2008, beim fünften Gipfeltreffen des Bündnisses in Maracaibo, trat Guatemala als 18. Mitglied bei. Auf diesem Gipfeltreffen kündigte Hugo Chavez an, für jedes Barrel exportierten Öls 50 Cent in einen gemeinsamen Agrarfonds einzuzahlen. Danach hatten auch Costa Rica und Panama einen Antrag auf Mitgliedschaft gestellt.